# 東和 (足立区)
東和（とうわ）は、東京都足立区の町名。現行行政地名は東和一丁目から五丁目。住居表示実施済み区域。

## 地理
東京都足立区東部の東渕江地域の町名。北は大谷田及び谷中、西は東綾瀬、東は中川、南は葛飾区西亀有及び亀有と隣接している。足立区を東西に横断する東京都道318号環状七号線（環七通り）が、区内東部で大きく南に曲がる屈曲部の南西側に位置する。地区の南端はそのまま足立区南辺の区境であり、葛飾区西亀有三丁目及び亀有五丁目と接している。

### 地価
住宅地の地価は、2025年（令和7年）1月1日の公示地価によれば、東和3-7-8の地点で37万9000円/m2、
東和5-13-19の地点で38万円/m2となっている。

## 歴史
旧町名は北三谷町、北三谷町一・二丁目、蒲原町、蒲原町一-三丁目、大谷田町三丁目、大谷田新町一・二丁目、東谷中町。
およそ江戸時代の蒲原（かばら）村を中心とした地域にあたる。1889年（明治22年）より1932年（昭和7年）まで東渕江村に属する。1960年（昭和35年）北三谷町・蒲原町・大谷田町・大谷田新町・東谷中町の各一部を合わせた地域が蒲原北三谷土地区画整理事業により区画整理され、1965年（昭和40年）住居表示が実施され東和一-四丁目が成立した。

### 地名の由来
東渕江村から「東」をとり、町内の親睦を願って「和」を付した。

## 世帯数と人口
2025年（令和7年）1月1日現在（足立区発表）の世帯数と人口は以下の通りである。
| 丁目       | 世帯数     | 人口     |
| ---------- | ---------- | -------- |
| 東和一丁目 | 1,746世帯  | 3,126人  |
| 東和二丁目 | 1,857世帯  | 3,147人  |
| 東和三丁目 | 2,378世帯  | 5,258人  |
| 東和四丁目 | 2,457世帯  | 4,410人  |
| 東和五丁目 | 2,395世帯  | 4,408人  |
| 計         | 10,833世帯 | 20,349人 |

### 人口の変遷
国勢調査による人口の推移。
| 年                 | 人口   |
| ------------------ | ------ |
| 1995年（平成7年）  | 17,749 |
| 2000年（平成12年） | 18,033 |
| 2005年（平成17年） | 17,692 |
| 2010年（平成22年） | 20,565 |
| 2015年（平成27年） | 19,886 |
| 2020年（令和2年）  | 20,505 |

### 世帯数の変遷
国勢調査による世帯数の推移。
| 年                 | 世帯数 |
| ------------------ | ------ |
| 1995年（平成7年）  | 7,086  |
| 2000年（平成12年） | 7,597  |
| 2005年（平成17年） | 7,684  |
| 2010年（平成22年） | 9,350  |
| 2015年（平成27年） | 9,275  |
| 2020年（令和2年）  | 10,167 |

## 学区
区立小・中学校に通う場合、学区は以下の通りとなる（2023年4月時点）。なお、足立区では学校選択制度を導入しており、区内全域から選択することが可能。ただし、小学校に関しては、2018年（平成30年）度から学区域または学区域に隣接する学校のみの選択になる。
| 丁目       | 番地                 | 小学校               | 中学校             |
| ---------- | -------------------- | -------------------- | ------------------ |
| 東和一丁目 | 全域                 | 足立区立北三谷小学校 | 足立区立蒲原中学校 |
| 東和二丁目 | 全域                 | 足立区立北三谷小学校 | 足立区立蒲原中学校 |
| 東和三丁目 | 1〜3番 8〜10番 12番  | 足立区立北三谷小学校 | 足立区立蒲原中学校 |
| 東和三丁目 | 4〜7番 11番 13番以降 | 足立区立東渕江小学校 | 足立区立蒲原中学校 |
| 東和四丁目 | 7番以降              | 足立区立東渕江小学校 | 足立区立蒲原中学校 |
| 東和四丁目 | 1〜6番               | 足立区立北三谷小学校 | 足立区立蒲原中学校 |
| 東和五丁目 | 全域                 | 足立区立東渕江小学校 | 足立区立蒲原中学校 |

## 事業所
2021年（令和3年）現在の経済センサス調査による事業所数と従業員数は以下の通りである。
| 丁目       | 事業所数  | 従業員数 |
| ---------- | --------- | -------- |
| 東和一丁目 | 77事業所  | 480人    |
| 東和二丁目 | 112事業所 | 730人    |
| 東和三丁目 | 85事業所  | 640人    |
| 東和四丁目 | 97事業所  | 1,324人  |
| 東和五丁目 | 83事業所  | 826人    |
| 計         | 454事業所 | 4,000人  |

### 事業者数の変遷
経済センサスによる事業所数の推移。
| 年                 | 事業者数 |
| ------------------ | -------- |
| 2016年（平成28年） | 454      |
| 2021年（令和3年）  | 454      |

### 従業員数の変遷
経済センサスによる従業員数の推移。
| 年                 | 従業員数 |
| ------------------ | -------- |
| 2016年（平成28年） | 3,630    |
| 2021年（令和3年）  | 4,000    |

## 交通

### 公共交通機関
東和地区内で利用できる公共交通機関は以下の通り。
- 東武バス 綾23
- 東武バス 綾31、33
- 東武バス 有28
- はるかぜ第9弾
- はるかぜ第2弾（系統番号なし）

### 道路
- 東京都道318号環状七号線（環七通り）
- 八か村落とし親水緑道

## 施設
行政
- 東京消防庁足立消防署大谷田出張所

娯楽
- 富士の湯

教育・保育
- 幼稚園・保育園
  - 親愛幼稚園
  - 美松学園幼稚園
  - 聖フランシスコ幼稚園
  - 東和保育園
  - 聖母のさゆり保育園
  - 東保育園
  - どんぐり保育園東和

- 区立小学校
  - 足立区立北三谷小学校
  - 足立区立東渕江小学校
- 区立中学校
  - 足立区立蒲原中学校

文化
- 東和図書館
- 東和地域学習センター
- 東和住区センター

福祉・介護・医療
- あさかげ眼科
- 臼井医院
- 梅田整形外科
- 小笠原眼科
- 蒲原診療所
- 北綾瀬クリニック
- 串田医院
- 佐藤整形外科
- セツルメント診療所
- セツルメント診療所分院
- つやま訪問看護ステーション
- 高田医院
- 東和病院
- 西川クリニック
- 山田耳鼻咽喉科医院
- おおしま内科クリニック
- 綾瀬訪問看護ステーション

- 糟谷一朗歯科診療所
- 蒲原歯科診療所
- かねさか歯科医院
- 北綾瀬歯科クリニック
- 陣野歯科医院
- 杉浦歯科医院
- 矢吹歯科
- わたなべ歯科クリニック

- 東和休日診療所
- 東和保健総合センター
- 地域包括支援センター東和
- 介護老人保健施設「ホスピア東和」
- 特別養護老人ホーム「イーストピア東和」
- かばらデイサービスセンター

公園
- 西沼公園
- 北三谷公園
- 第六天公園
- 宮元公園
- 東和親水公園
- 東谷中公園
- 稗田公園

郵便局・金融
- 東和第二郵便局
- 東和郵便局
- 東京シティ信用金庫
- 中央信用金庫
- 東京東信用金庫

商業
- マルエツ東和店

## 史跡
- 円性寺 - 寛文6年（1666年）刻銘の青面金剛庚申塔がある[16]。
- 宝蔵寺
- 蒲原神社
- 亀有カトリック教会
- 東渕江村役場跡の碑

## その他

### 日本郵便
- 郵便番号 : 120-0003[3]（集配局 : 足立郵便局[17]）。